# قهوة سادة
قهوة سادة هي مسرحية قدمها عام 2009 طلبة مركز الإبداع الفنى بدار الأوبرا المصرية، من إخراج مدير المركز خالد جلال، والذي أعلن فيه الطلبة وخالد جلال معهم عن صرخة ضاحكة على كل ما فقده المجتمع من قيم.
وناقشت المسرحية العديد من القضايا التي تمس حياتنا الآن.
شارك في المسرحية العديد من الوجوه الشابة وقد دام التحضير إليها أكثر من 8 شهور.

## أقسام المسرحية بترتيب عرضها
أنقسمت المسرحية إلى العديد من الأقسام وفي كل قسم ناقشت قضية معينه.
- انهيار اللغة العربية.
- الخلجنة.
- دعاء رجال الأعمال.
- العنوسة وتأخر سن الزواج.
- معركة بلا نهاية.
- القبح.
- الوساطة في الفن.
- صلة الرحم.
- الغلاء.
- الجهل.
- الفتاوى.
- الهجرة الغير شرعية.

## فريق العمل

### الممثلين حسب الظهور
| - أحمد سعد - نشوى المهدي - محمد ثروت - محمد رزق - مصطفى سامي | - عمرو عبد العزيز - جهاد عربي - إسماعيل جمال - سماح سليم | - هشام إسماعيل - محمد سلام - أيات مجدي - شيماء عبد القادر | - مريم السكري - حسام داغر - شادى عبد السلام - عمرو رجب | - جيهان أنور - نورا عصمت - محمد مصطفى - رشا جابر | - حمزة العيلي - محمد فراج - محمد فاروق - محمد عبد السلام | - دعاء صادق - أمير صلاح - محمد فهيم - سمر نجيلي | - رباب ناجي - عمرو بدير - نورا عبد الفتاح - هشام حسين |

### إداريو العمل
- مونتاج: محمد سيد
- Producer: عمرو زكريا